# Буркард VI фон Геролдсек
Буркард VI фон Геролдсек (на немски: Burkard VI von Geroldseck; † сл. 1322) е граф на Геролдсек в Ортенау.

## Произход
Той е син на Буркард V фон Геролдсек († 1262) и съпругата му фон Еш, дъщеря на Роберт фон Еш († 1262/1266) и Ерменгарда д' Аспремон († сл. 1271). Брат е на Валрам I фон Геролдсек († 28 декември 1296) и на Робин фон Геролдсек († сл. 1301), капитулар в Страсбург.

## Фамилия
Буркард VI фон Геролдсек се жени за Сузана фон Финстинген († сл. 1293/сл. 1299), дъщеря на Бруно фон Финстинген († 1270). Те имат четири деца:
- Сузана фон Геролдсек (* пр. 1293; † 1308), омъжена на 17 март 1291 г. за Хайнрих III фон Раполтщайн († 1312/1313)
- Хуго I фон Геролдсек (* пр. 1311; † сл. 1364), господар на Геролдсек, женен пр. 9 октомври 1320 г. за Сузана фон Геролдсек († сл. 1350), дъщеря на Валтер IV фон Геролдсек († 1355), и Елизабет фон Лихтенберг († сл. 1314)
- Йохан фон Геролдсек (* сл. 1321; † 1343, 1362)
- ? Бруничо фон Геролдсек († сл. 1324)